# Psarocolius
Psarocolius – rodzaj ptaków z podrodziny kacykowców (Cacicinae) w rodzinie kacykowatych (Icteridae).

## Zasięg występowania
Rodzaj obejmuje gatunki występujące w krainie neotropikalnej – południowym Meksyku, Ameryce Centralnej i Południowej.

## Morfologia
Długość ciała samców 35–53 cm, masa ciała samców 214–562 g, długość ciała samic 28–42 cm, masa ciała samic 113–259,2 g.

## Systematyka

### Etymologia
Psarocolius: gr. ψαρ psar, ψαρος psaros – „szpak”; κολοιος koloios – „kawka”.

### Podział systematyczny
Do rodzaju należą następujące gatunki:
- Psarocolius wagleri (G.R. Gray, 1844) – kacykowiec grubodzioby
- Psarocolius atrovirens (d’Orbigny & Lafresnaye, 1839) – kacykowiec śniady
- Psarocolius angustifrons (von Spix, 1824) – kacykowiec rdzawy
- Psarocolius decumanus (Pallas, 1769) – kacykowiec rdzaworzytny
- Psarocolius viridis (Statius Muller, 1776) – kacykowiec zielony
- Psarocolius bifasciatus (von Spix, 1824) – kacykowiec nagolicy
- Psarocolius montezuma (Lesson, 1830) – kacykowiec aztecki
- Psarocolius guatimozinus (Bonaparte, 1853) – kacykowiec czarny
- Psarocolius cassini (Richmond, 1898) – kacykowiec kasztanowaty